# Europamästerskapen i simsport
Europamästerskapen i simsport är ett mästerskap i tävlingssimning på långbana (50 meters bassäng) som arrangeras sedan 1926 av LEN. Damklasser infördes 1927.
Tävlingarna omfattar även simhopp, konstsim och öppet vatten-simning. Vattenpolo ingick också i Europamästerskapen i simsport, men spelas sedan 1999 separat. Sedan år 2000 hålls mästerskapen vartannat år och därför händer det att LEN anordnar individuella mästerskap för de olika sporterna under år som inte Europamästerskapen i simsport äger rum.

## Värdorter
| År   | Värdort            | Land                    |
| ---- | ------------------ | ----------------------- |
| 1926 | Budapest           | Ungern                  |
| 1927 | Bologna            | Italien                 |
| 1931 | Paris              | Frankrike               |
| 1934 | Magdeburg          | Tyskland                |
| 1938 | London             | Storbritannien          |
| 1947 | Monte Carlo        | Monaco                  |
| 1950 | Wien               | Österrike               |
| 1954 | Turin              | Italien                 |
| 1958 | Budapest           | Ungern                  |
| 1962 | Leipzig            | Östtyskland             |
| 1966 | Utrecht            | Nederländerna           |
| 1970 | Barcelona          | Spanien                 |
| 1974 | Amsterdam Wien     | Nederländerna Österrike |
| 1977 | Jönköping          | Sverige                 |
| 1981 | Split              | Jugoslavien             |
| 1983 | Rom                | Italien                 |
| 1985 | Oslo Sofia         | Norge Bulgarien         |
| 1987 | Strasbourg         | Frankrike               |
| 1989 | Bonn               | Västtyskland            |
| 1991 | Aten               | Grekland                |
| 1993 | Sheffield          | Storbritannien          |
| 1995 | Wien               | Österrike               |
| 1997 | Sevilla            | Spanien                 |
| 1999 | Istanbul           | Turkiet                 |
| 2000 | Helsingfors        | Finland                 |
| 2002 | Berlin             | Tyskland                |
| 2004 | Madrid             | Spanien                 |
| 2006 | Budapest           | Ungern                  |
| 2008 | Eindhoven          | Nederländerna           |
| 2010 | Budapest           | Ungern                  |
| 2012 | Debrecen Eindhoven | Ungern Nederländerna    |
| 2014 | Berlin             | Tyskland                |
| 2016 | London             | Storbritannien          |
| 2018 | Glasgow            | Storbritannien          |
| 2021 | Budapest           | Ungern                  |
| 2022 | Rom                | Italien                 |
| 2024 | Belgrad            | Serbien                 |

### Fotnoter
1. ↑  ”European Swimming Championships (Men)” (på engelska). GBR Athletics. http://www.gbrathletics.com/sport/swimec.htm. Läst 4 augusti 2015.
2. ↑  ”European Swimming Championships (Women)” (på engelska). GBR Athletics. http://www.gbrathletics.com/sport/swimecw.htm. Läst 4 augusti 2015.